# دانييل هيتشكوك
دانييل هيتشكوك (بالإنجليزية: Daniel Hitchcock)‏ هو ضابط أمريكي، ولد في 15 فبراير 1739 في سبرينغفيلد في الولايات المتحدة، وتوفي في 13 يناير 1777 في موريستاون في الولايات المتحدة.